# 三愛ドリームセンター
三愛ドリームセンター（さんあいドリームセンター）は、東京都中央区の銀座に存在した商業施設のビルである。中央通りと晴海通りの交わる銀座四丁目交差点に面している。通称は（銀座）三愛ビル。

## 概要

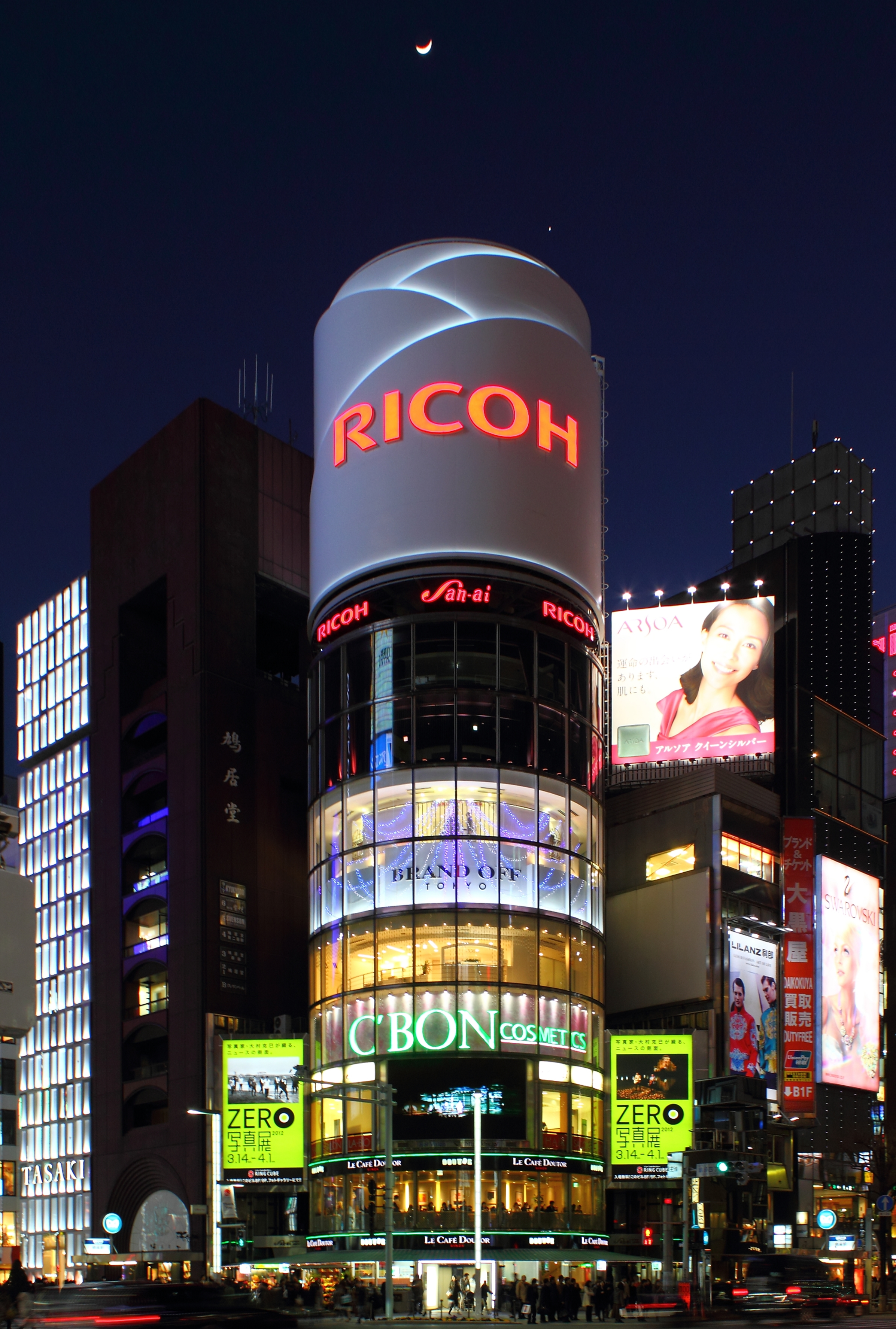
夜のライトアップ（ネオンはリニューアル前のもの）

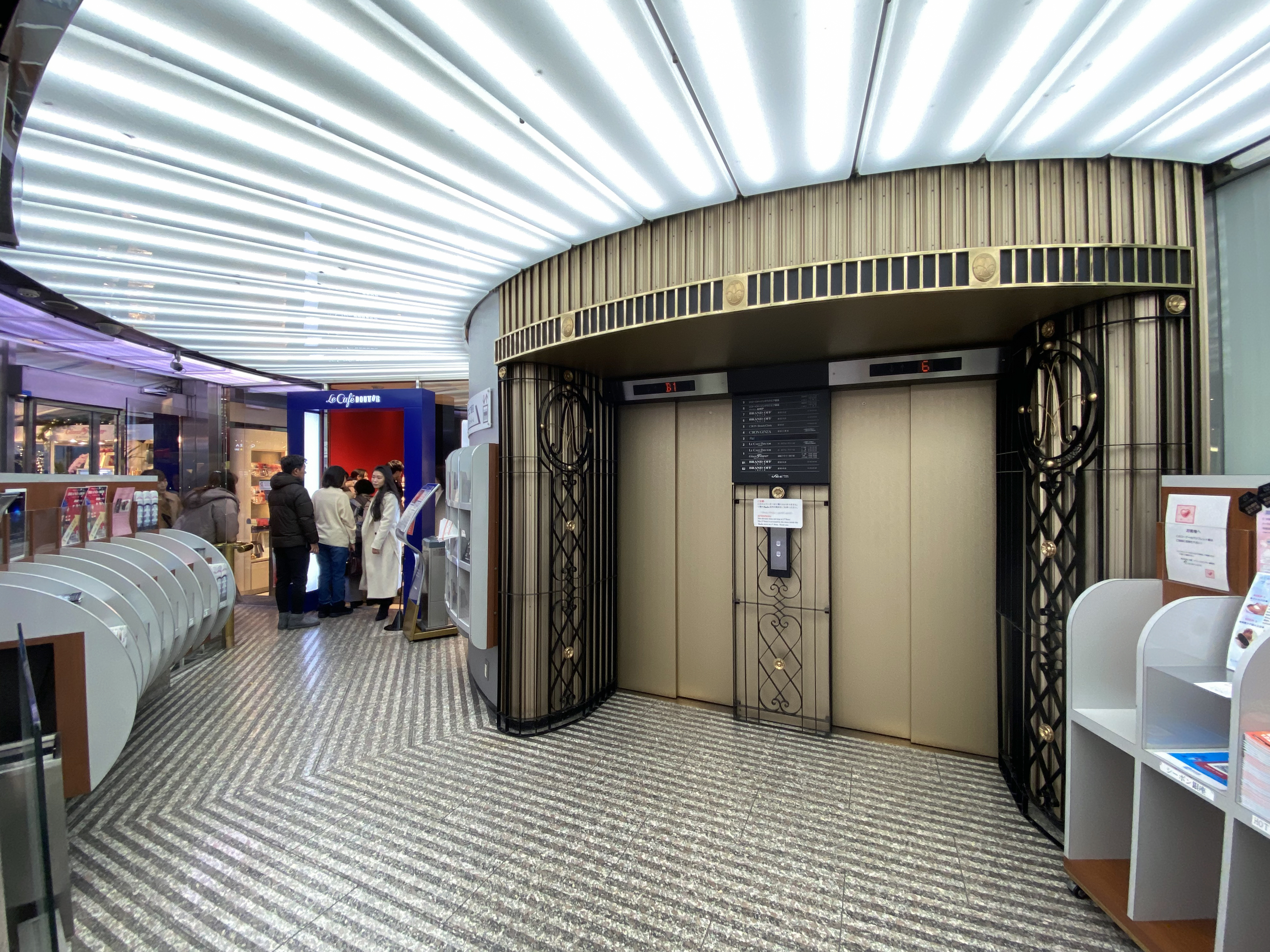
大堂

三愛ビルはリコーの創業者である市村清が戦後間もない1946年、銀座4丁目の旧六十九銀行銀座支店跡地に地上2階建ての「三愛ビル」を建設し、以後この地を販売の中心地として経営を拡大していった。
市村は三愛ビルを改築するにあたって奈良県の法隆寺五重塔をヒントに「建物中心に大きな柱を立ててビル全体を総ガラス化させた円筒型のビル」を考案、名称も一般公募により「三愛ドリームセンター」に決定した。
建設時は、中央のエレベーター軸に、輪状のなった床板を、上から順に取り付けた。輪投げの要領で進められた工事は、さながらパフォーマンスだった。
開業時よりリコーの社章である眼鏡のマークが外壁に配してあった。
1963年1月13日午前0時、三笠宮崇仁親王夫妻の臨席の元で開業セレモニーが行なわれた。フランキー堺のドラムロールにあわせてビル最上部から吊り下げられたゴンドラが1階ずつ登ってフロア点灯を行い、最後は最上部広告の点灯が完了し、その瞬間はこれを見守った群集から大きな歓声があがったという。また開業時、三愛はビルに程近い場所にビルと同じような円筒形の交番建物を警視庁に寄贈し、「銀座4丁目交番」として1980年代後半まで使用された。
2013年1月に開業50周年を迎えたが、現在も通りを挟んだ位置にある和光とともに銀座のランドマークとして君臨している。2003年には「DOCOMOMO JAPAN選定 日本におけるモダン・ムーブメントの建築」に選ばれている。
しかし2023年2月1日、既に築60年以上が経過し老朽化が激しいことから、リコーは建て替えることを発表。2023年から約2年間かけて解体し、2027年に新しいビルが竣工予定である。

## ビル内施設
開業当時は三愛を始め日産自動車、東洋レーヨン（現 東レ）などのテナントが1階から3階、三菱電機のショールーム「三菱電機スカイリング」（主に同社のオーディオDIATONEなどを展示）が4階から9階まで使用していた。1980年代後半からはリプトンティーサロンなどの飲食店がテナントとして進出し今日に至っている。
- RING CUBE（リコーが経営するフォトギャラリー、地上8・9階）
- ブランドオフ（地上6・7階、地下1・2階）
- シーボン銀座（シーボン化粧品のテナント、地上5階）
- ル・カフェ・ドトール （地上1・2階）

## エリア放送
エリアポータルが地上一般放送事業者として、2012年（平成24年）11月1日よりワンセグ放送を開始。
構内に地上一般放送局1局が設置されている。
| 免許人                 | 局名                         | 呼出符号     | 物理チャンネル | 周波数        | 空中線電力 | 実効輻射電力 | 業務区域               |
| ---------------------- | ---------------------------- | ------------ | -------------- | ------------- | ---------- | ------------ | ---------------------- |
| エリアポータル株式会社 | エリアポータル銀座エリア放送 | JOXZ3AB-AREA | 40ch           | 635.142857MHz | 370μW      | 370μW        | 銀座5丁目 三愛ビル周辺 |

## 広告
ドリームセンター最上部の広告は注目度が高く、広告主が変更される度に話題に上がる事が多い。1963年の開業時は三菱電機が広告主となり、1990年5月に三愛の自社広告に変更されるまで30年近く存在した。三菱電機の広告の時代はネオンサインが音楽に合わせて点灯する仕組みになっていた。ビル内には三菱電機のショールームも存在したことからドリームセンターを「三菱ビル」、最上部の広告を「三菱のネオン」と称する人も少なくなかった。
1994年12月からコカ・コーラ、2000年3月からサントリー（ウイスキー「響」）、2004年3月からボーダフォン（現ソフトバンク）と周期的に広告主が変わり、2006年12月からは三愛とともに企業グループ「リコー三愛グループ」を形成しているリコーが広告主になっている。2014年9月に広告のリニューアルを行ない、デザインは以前と同じだが太陽光発電と風力発電のみで得られた電力を夜間の照明に使用する（下部には「100% Eco-Powered Billboard」の文字が入る）。このため、充分な電力が得られなかった時には消灯する場合もある。

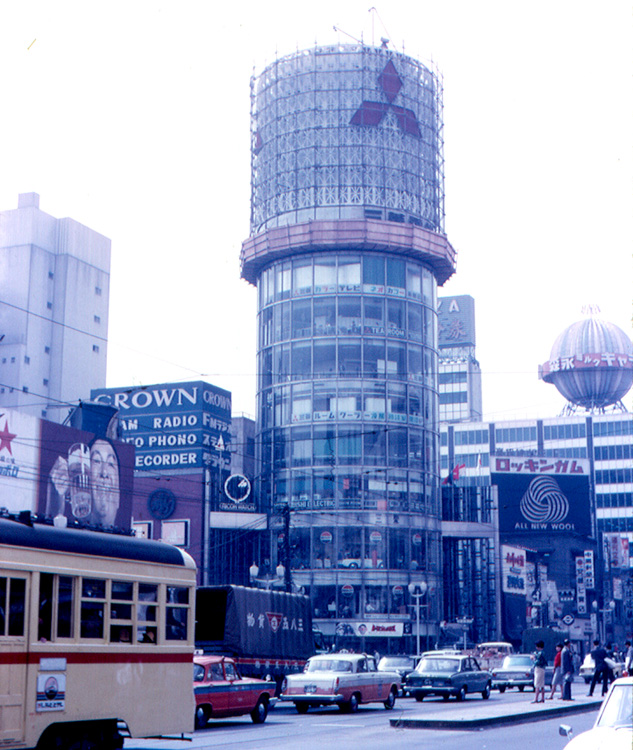
三菱電機が広告主だった頃の三愛ビル（1967年撮影）
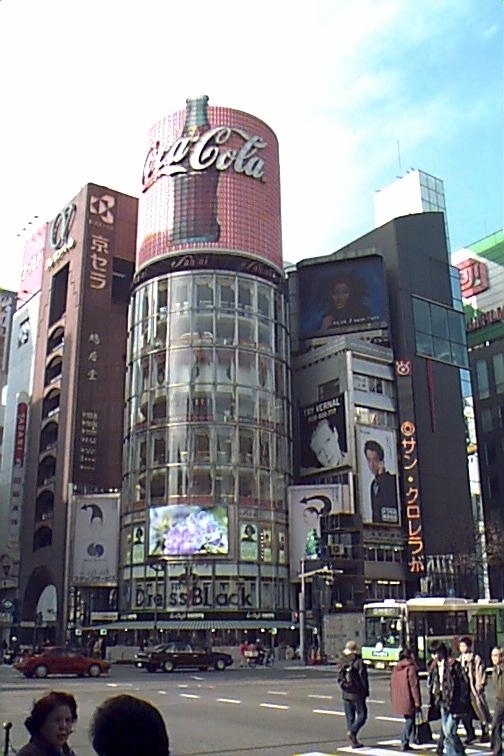
コカ・コーラが広告主だった頃の三愛ビル（1999年撮影）
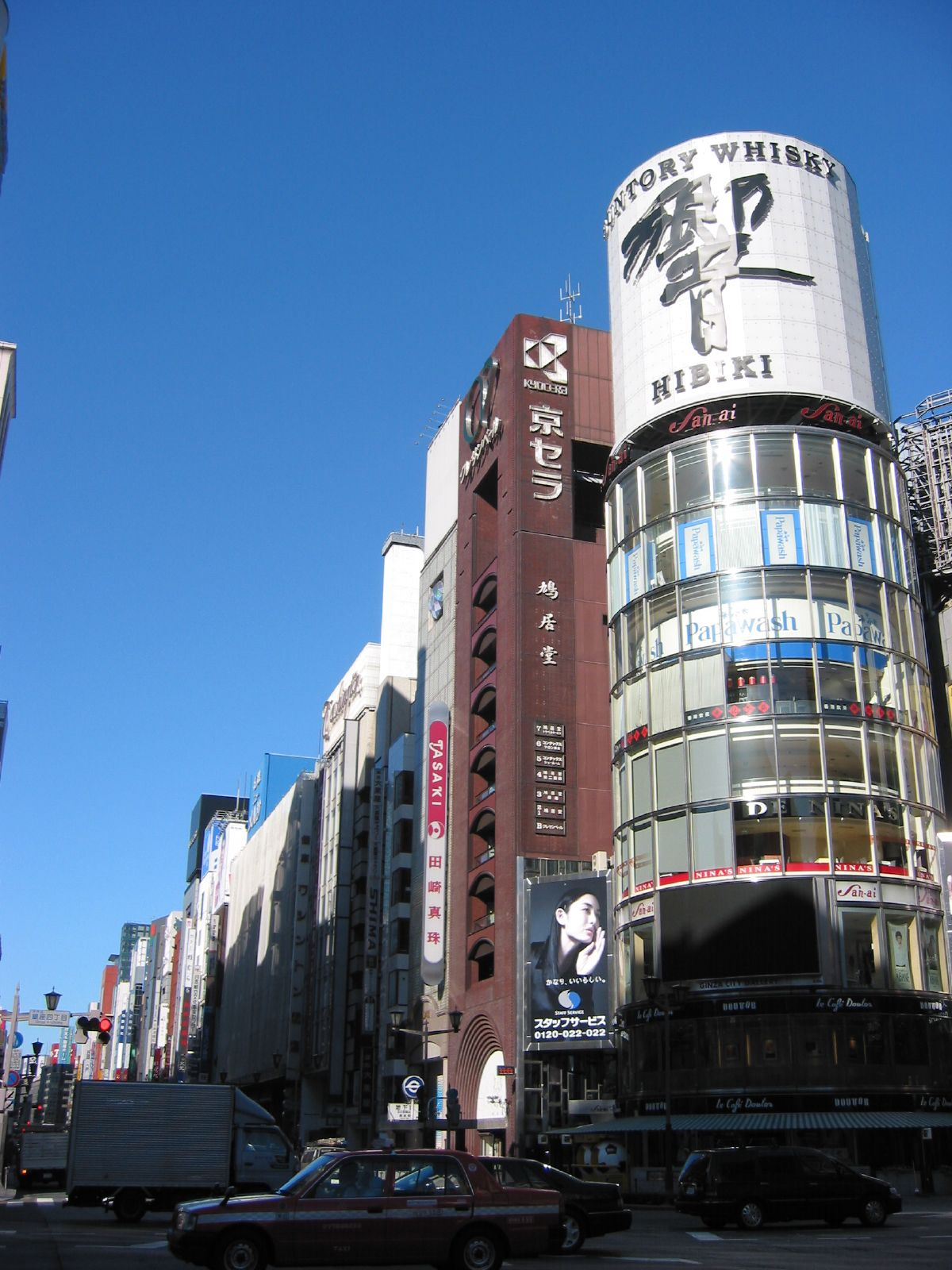
サントリーが広告主だった頃の三愛ビル（2002年撮影）
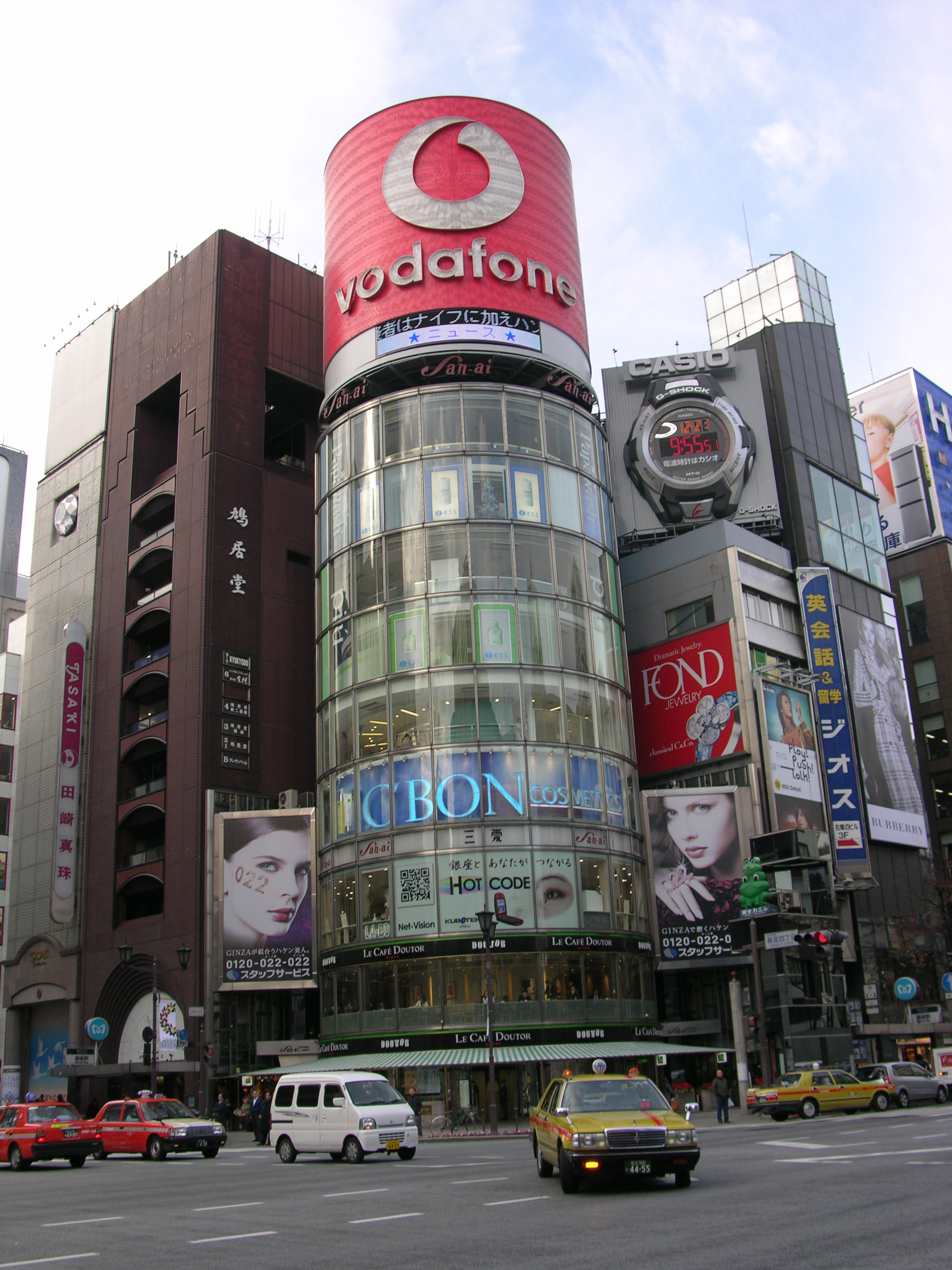
ボーダフォンが広告主だった頃の三愛ビル（2005年撮影）

## 『ねじ式』のモデル
つげ義春により1968年月刊『ガロ』6月増刊号「つげ義春特集」に発表された漫画作品『ねじ式』のラスト近くのビルの一室で開業する女医の入居する建物の元となったつげの夢の中でのモデル。実際の夢では、そのビルの最上階に医者がいるのが分かったものの、入り口が見つからない。ますます焦り、ビルの1階で途方に暮れるが、いつの間にかビルに入り、医者の部屋に入っている。ただし、女医は登場せず、性的な出来事も起こらない。実際に作品に描かれたビルは似ても似つかない高炉のような工場風の建物であった。